# クープランの中全音律
クープランの中全音律（クープランのちゅうぜんおんりつ、Couperin Modified Meantone）とは、フランソワ・クープランが自著「クラヴサン奏法」（1716年）の中で暗示している独自のクラヴサンの調律法の事である。

## 特徴
中全音律の特徴の多くを持ち合わせるが、より多くの調を使えるようにするため一部の派生音鍵を独自に調整した改良型中全音律の１つである。
これにより、主要三和音に狼音を含むホ長調・ホ短調・ロ短調が使用可能になった。

## 調律法
純正長3度を作るところまではオリジナルの中全音律と同じで、その後派生音を一部修正するという流れになる。
派生音の修正
- 変ロ音をやや広く取りつつ変ホ音を広く取りながらロ音との響きとト音との響きが同じになるよう合わせる。
- 変ホ音と変ロ音の響きと変ロ音とヘ音との響きが同じであれば完成である。

仕上げ
- 出来上がった中央の12音を基準に鍵盤の両側全域へ純正な完全八度に合わせていく。

## 文献
- クラヴサン奏法（1716年）
- クラヴサン曲集第2巻（1717年）
- クラヴサン曲集第3巻（1722年）
- クラヴサン曲集第4巻（1728年）